# Karl Strölin

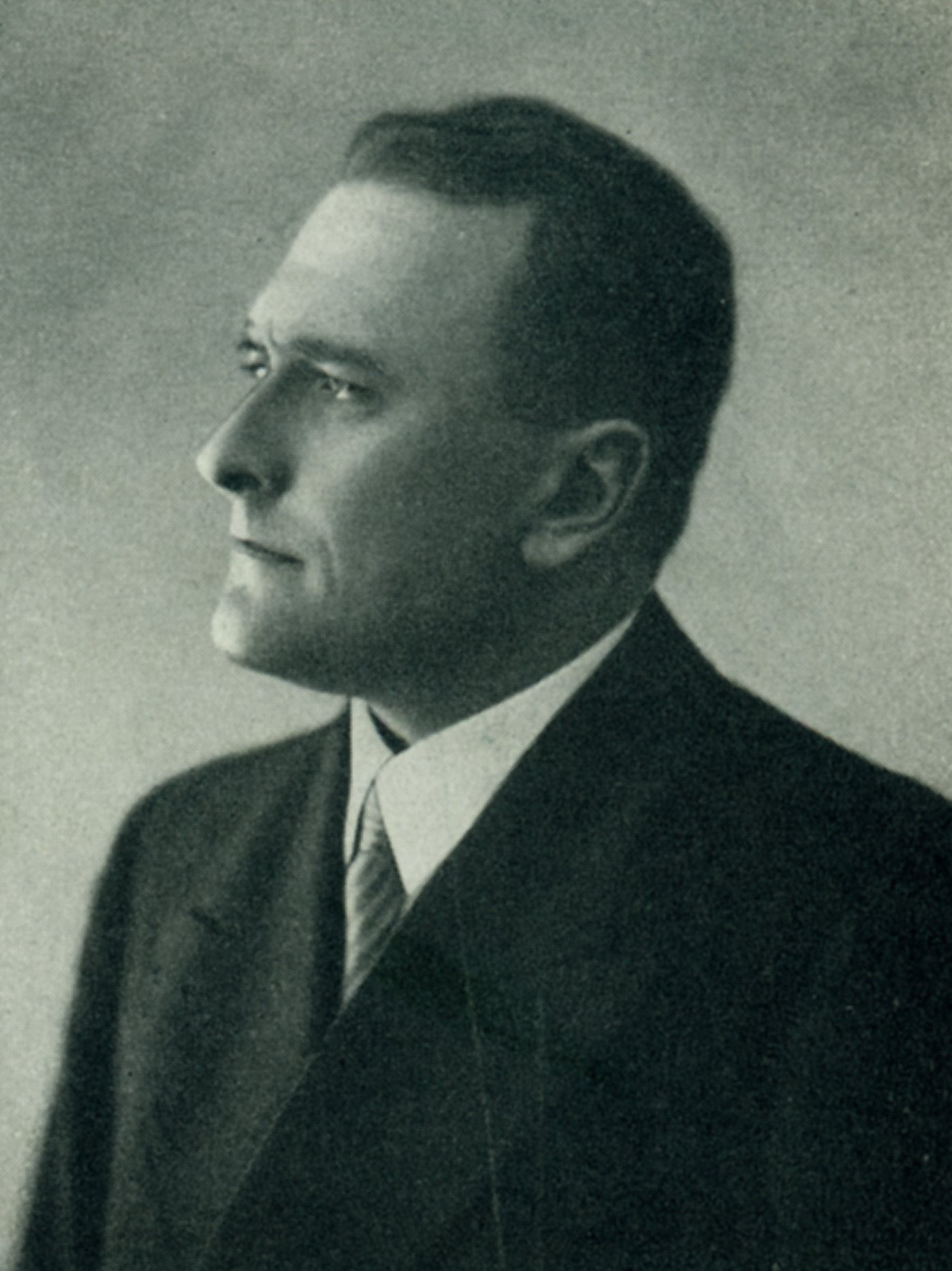
Karl Strölin

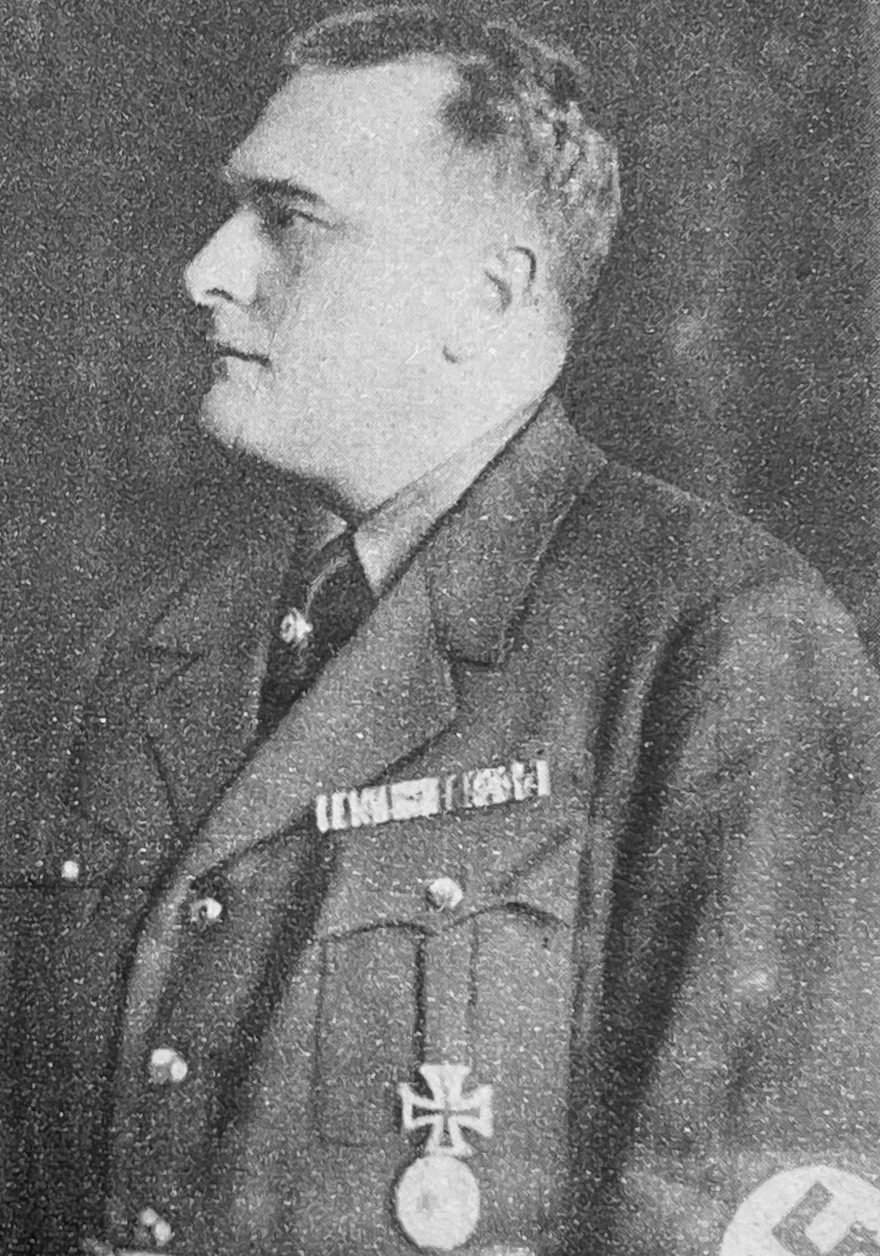
Karl Strölin, um 1933

Karl Emil Julius Strölin (* 21. Oktober 1890 in Berlin; † 21. Januar 1963 in Stuttgart) war ein deutscher nationalsozialistischer Politiker und von 1933 bis 1945 Oberbürgermeister von Stuttgart.  

## Leben

### Offizierslaufbahn
Karl Strölin wurde 1890 in eine vom Pietismus geprägte Familie hineingeboren. Als Sohn eines späteren Generals bekam er einen Platz im Preußischen Kadettenkorps und trat folgerichtig in eine Offizierslaufbahn ein. Bis hin zum Hauptmann befördert nahm er am Ersten Weltkrieg teil. 1920 musste er wegen der Abrüstungsbestimmungen des Versailler Vertrags das Militär gegen seinen Willen verlassen. Strölin studierte von 1920 bis 1923 Rechts- und Staatswissenschaften in Wien und Gießen. Er wurde mit der Dissertationsschrift „Die wirtschaftliche Lage des Mittelstands und der Arbeiterschaft der Stadt Stuttgart vor und nach dem Krieg“ promoviert. In Stuttgart machte er anschließend eine Karriere im städtischen Gaswerk. Während seines Studiums näherte er sich der
Nationalsozialistischen Deutschen Arbeiterpartei (NSDAP) von Adolf Hitler an. 1923 trat er erstmals der NSDAP bei und dann erneut 1931.

### NS-Politiker
1931 trat Karl Strölin bei der Stuttgarter Oberbürgermeisterwahl als Kandidat der Nationalsozialisten gegen den Amtsinhaber Karl Lautenschlager an, musste aber eine deutliche Niederlage hinnehmen. Strölin erhielt knapp 26.000 Stimmen, Lautenschlager mehr als 115.000.
Trotzdem zog er bei nachfolgenden Kommunalwahlen in den Stuttgarter Gemeinderat ein und wurde dort Vorsitzender der NSDAP-Fraktion. Nach der nationalsozialistischen „Machtergreifung“ ernannte ihn der neu eingesetzte württembergische Reichsstatthalter Wilhelm Murr am 16. März 1933 zum Staatskommissar für die Verwaltung der Stadt Stuttgart.
Konsequent setzte Strölin seine nationalsozialistischen Ideen in der Stadtverwaltung durch. Oberbürgermeister Lautenschlager wurde zum „Brieföffner“ Strölins degradiert. Politische Gegner und Juden verloren ihre Arbeitsstellen in der Stadtverwaltung. Innerhalb von wenigen Monaten hatte er die Stadtverwaltung auf seinen Kurs getrimmt. Zum 1. Juli 1933 wurde er von Murr zum Oberbürgermeister von Stuttgart auf Lebenszeit ernannt.
Seine wichtigsten verwaltungspolitischen Aufgaben als Oberbürgermeister sah Strölin in der Stadtplanung und im Wohnungsbau. Schon wenige Wochen nach seinem Amtsantritt ließ er bis zum 1. Mai 1933 im Norden von Stuttgart die bis dahin eigenständigen Orte Weilimdorf, Mühlhausen und Zazenhausen eingemeinden. Dort schuf er Raum für neue Wohnungen, die jedoch für „rassisch hochstehende“ Bewerber mit „Ariernachweis“ reserviert waren.
Neben vielen anderen Posten wurde Strölin 1933 der Vorsitzende des Deutschen Ausland-Institutes (DAI) in Stuttgart. Diese Organisation, ursprünglich für die Betreuung und Dokumentation von Auslandsdeutschen konzipiert, war im Nationalsozialismus in zahlreiche Tätigkeiten im Bereich der nationalsozialistischen Volkstumspolitik verwickelt. Spätestens ab 1936 begann er das Amt im DAI dafür zu nutzen, mit nationalsozialistischen Ausrichtung eine Amerikapolitik zu betreiben, die darauf ausgerichtet war, die Gruppierung der Deutschamerikaner als 5. Kolonne zur Spaltung der US-amerikanischen Gesellschaft einzusetzen. Nach seiner USA-Reise im Herbst 1936 war er bemüht, innerhalb der Gruppe ein Netzwerk an Informanten aufzubauen. Die dabei eingesetzten Mittel und Methoden trugen nachrichtendienstlichen Charakter. Für die Umsetzung dieses Programms setzte er den Mitarbeiter des DAI Heinz Kloss ein. Das damit verfolgte Endziel sollte die „Schaffung einer wirklichen Volksgruppe mit nationalsozialistischen Haltung“ sein. Nach mehreren Besuchen Strölins in der Reichshauptstadt Berlin konnte Reichsstatthalter Murr im August 1936 bekannt geben, dass „Hitler der Stadt Stuttgart den Ehrennamen ‚Stadt der Auslandsdeutschen‘ verliehen hat.“ Strölin stieg bis in die Reichsleitung der NSDAP auf.
Außerdem war Strölin als Oberbürgermeister zumindest indirekt dafür mitverantwortlich, dass zwischen 1941 und 1945 vom Stuttgarter Nordbahnhof aus mehr als 2.000 Juden aus ganz Württemberg nach Theresienstadt, Auschwitz, Riga und Izbica deportiert und größtenteils ermordet wurden. An dieses Ereignis erinnert seit 2006 die Gedenkstätte am Nordbahnhof.

### Im Widerstand
Strölin hatte Kontakt zum ehemaligen Leipziger Oberbürgermeister Carl Friedrich Goerdeler, der maßgeblich am Attentat auf Adolf Hitler am 20. Juli 1944 beteiligt war. Im Auftrag von Goerdeler übermittelte Strölin am 14. April 1944 an Generalfeldmarschall Erwin Rommel eine Anfrage über ein Treffen Rommels mit dem ehemaligen Reichsaußenminister Konstantin von Neurath für eine Besprechung über einen politischen Umsturz in Deutschland. Rommel kam aus politischer Vorsicht nicht selbst, sondern schickte seinen Chef des Stabes, Hans Speidel, zu dem Treffen mit Neurath und Strölin am 27. Mai 1944 in Freudenstadt. Speidel zu Strölins Aussagen bei dem Treffen: „Oberbürgermeister Dr. Strölin wies vor allem auf das zentrale Problem der Person Adolf Hitlers hin, mit dem das Ausland keine politischen Abmachungen treffen würde. Nur seine Beseitigung ermögliche eine neue schöpferische Politik.“ – „Beide Männer [Neurath und Strölin] baten, für den Feldmarschall bestimmt, den dringenden Appell zu übermitteln, sich für die Rettung des Reiches zur Verfügung zu halten, sei es als Oberbefehlshaber der Wehrmacht, sei es als interimistisches Staatsoberhaupt.“
Nach dem Anschlag vom 20. Juli gab es auch bei Strölin eine Hausdurchsuchung, die jedoch nichts Belastendes gegen ihn erbrachte. Trotzdem wurde er 1944 unter Aberkennung seines Parteiranges aus der NSDAP-Reichsleitung entlassen. Er blieb aber weiter Oberbürgermeister von Stuttgart.

### Kurz vor Kriegsende
Als französische und amerikanische Truppen im April 1945 auf Stuttgart vorrückten, erklärten die Nationalsozialisten die Stadt zur Festung und forderten, sie mit allen verfügbaren Mitteln zu verteidigen. Als ehemaliger Offizier wusste Strölin, dass die Stadt in ihrer Talkessellage unmöglich verteidigt werden konnte. Die Stadt war durch schwere Luftangriffe bereits stark zerstört. Bei Bodenkämpfen im Stadtgebiet wären nicht nur intakt gebliebene Gebäude und Versorgungseinrichtungen zerstört, sondern auch weitere tausende Einwohner getötet worden. Durch sein persönliches Eingreifen verhinderte er die Sprengung der Brücke über den Neckar, über die die Wasserleitung nach Stuttgart geführt wurde.
Strölin nahm deshalb heimlich Kontakt zur französischen Armee auf und bot die friedliche Übergabe seiner Heimatstadt an. Damit riskierte er bewusst sein Leben, denn er widersetzte sich dem ausdrücklichen Durchhaltebefehl der NS-Führung. Tatsächlich erfuhr die Geheime Staatspolizei von Strölins Kontakten zur feindlichen Armee und erwirkte einen Haftbefehl gegen ihn. Doch der Funker, der den telegrafisch übermittelten Haftbefehl in Stuttgart entgegennahm, ließ diesen verschwinden. Damit bewahrte er nicht nur Strölin vor der standrechtlichen Erschießung, sondern auch die Stadt vor einer Zerstörung. Am 21. April 1945 konnten französische Truppen weitgehend kampflos die Stuttgarter Gebiete am linken Neckarufer mit der Innenstadt besetzen. Amerikanische Truppen rückten in die Stadtteile am rechten Neckarufer mit Bad Cannstatt ein. Einen Tag später übergab Strölin die Stadt offiziell einem französischen General und schlug zugleich den parteilosen und unbelasteten Anwalt Arnulf Klett als neuen Oberbürgermeister vor.

### Nach Kriegsende
Weil Strölin ein bedeutender NS-Politiker war, wurde er von den Alliierten zunächst inhaftiert und einige Zeit im Kriegsgefangenenlager Nr. 32 (Camp Ashcan) im luxemburgischen Bad Mondorf interniert. Später wurde er wieder freigelassen und im Rahmen der Entnazifizierung sogar als „minder belastet“ eingestuft. Er äußerte sich jedoch über seine NS-Vergangenheit niemals bedauernd oder selbstkritisch. Vielmehr betrachtete Strölin den Nationalsozialismus bis zu seinem Tod als eine im Prinzip gute politische Idee, die von Hitler und seinem Umfeld lediglich verraten worden sei. 1950 veröffentlichte er ein Buch über „Stuttgart im Endstadium des Krieges“. Anfang der fünfziger Jahre erstritt er vor Gericht von der Stadt Stuttgart eine Pension. In der Nachkriegszeit wurde er nicht nur von linken, sondern auch von extrem rechten Kreisen angegriffen, da er mit seinen Kontakten zum Widerstand und der Übergabe Stuttgarts „Deutschland verraten“ habe.
Strölin wurde auf dem Waldfriedhof beerdigt.

## Ehrenämter
- 1933 Vorsitzender des Deutschen Ausland-Institutes (DAI)
- 1938–1945 Präsident des Internationalen Verbandes für Wohnungswesen und Städtebau[7][8][9]

## Schriften
- Probleme des Wohnungswesens, des Städtebaus und der Raumordnung im Hinblick auf den Wiederaufbau und die Planungen neuer Stadtanlagen in der künftigen Friedenszeit,  Stuttgart, Juli 1944
- Stuttgart im Endstadium des Krieges, Friedrich Vorwerk Verlag, Stuttgart 1950, 68 S.
- Verräter oder Patrioten. Der 20. Juli 1944 und das Recht auf Widerstand, Friedrich Vorwerk Verlag, Stuttgart 1952, 47 S.